# 馮霦
馮霦，浙江山陰縣（今屬紹興市）人，清朝政治人物，進士出身。

## 生平
道光二十七年（1847年）考中丁未科進士。曾任直隸束鹿縣知縣。